# Lepisorus sordidus
Lepisorus sordidus är en stensöteväxtart som först beskrevs av Carl Frederik Albert Christensen och som fick sitt nu gällande namn av Ren-Chang Ching.
Lepisorus sordidus ingår i släktet Lepisorus och familjen Polypodiaceae. Inga underarter finns listade i Catalogue of Life.